# ورزشگاه پاکائمبو
ورزشگاه پاکائمبو (پرتغالی: Pacaembu Stadium) یا (پرتغالی: Estádio Municipal Paulo Machado de Carvalho) یک ورزشگاه فوتبال در شهر سائو پائولو، برزیل است.
این ورزشگاه که در سال ۱۹۴۰ تأسیس شده دارای ۳۷٬۷۳۰ نفر ظرفیت می‌باشد و یکی از ورزشگاه‌های جام جهانی فوتبال ۱۹۵۰ بوده‌است.

## نگارخانه

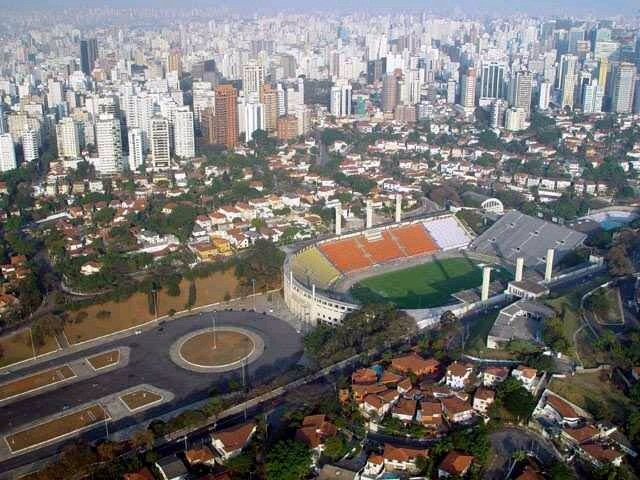
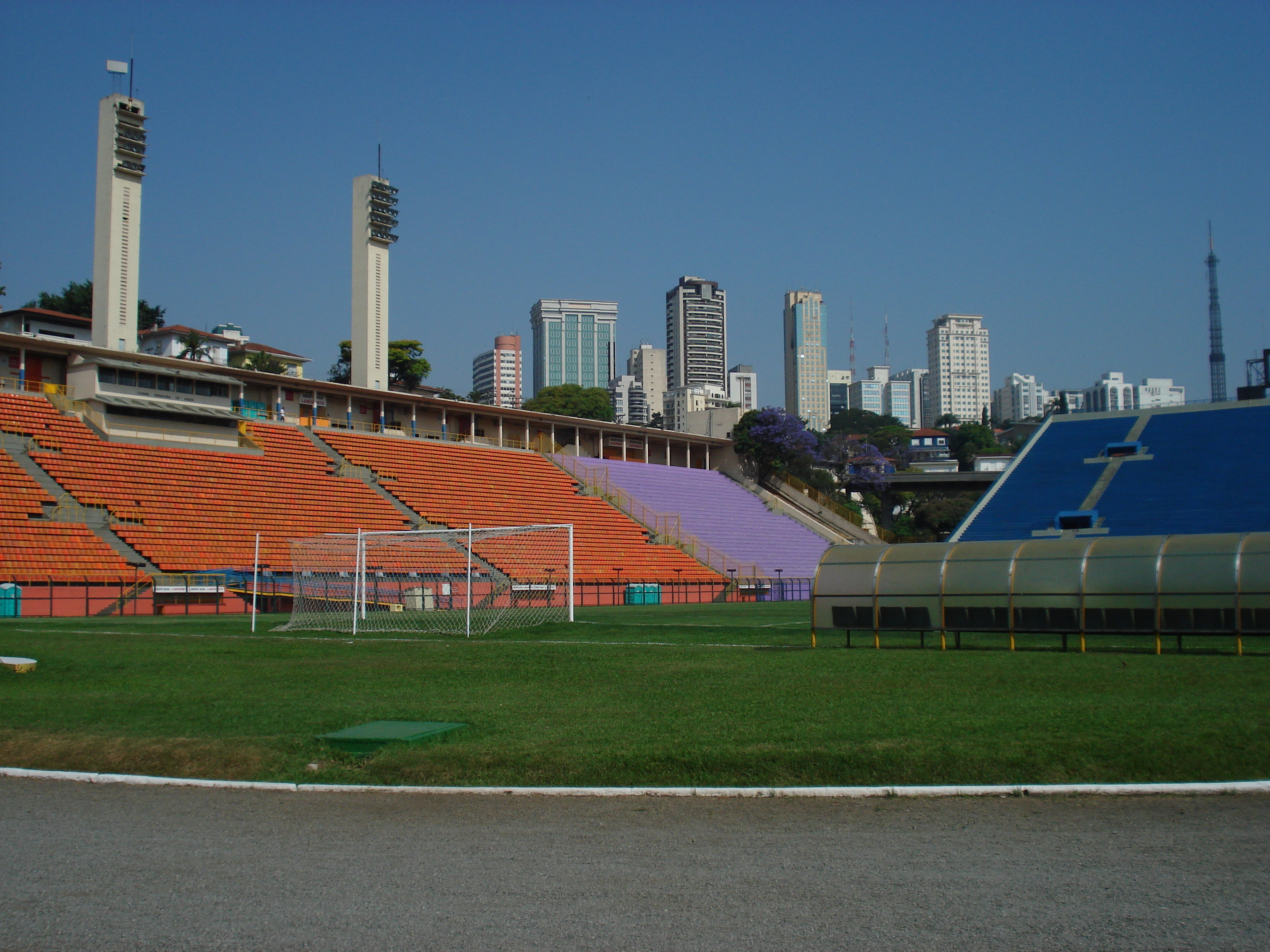
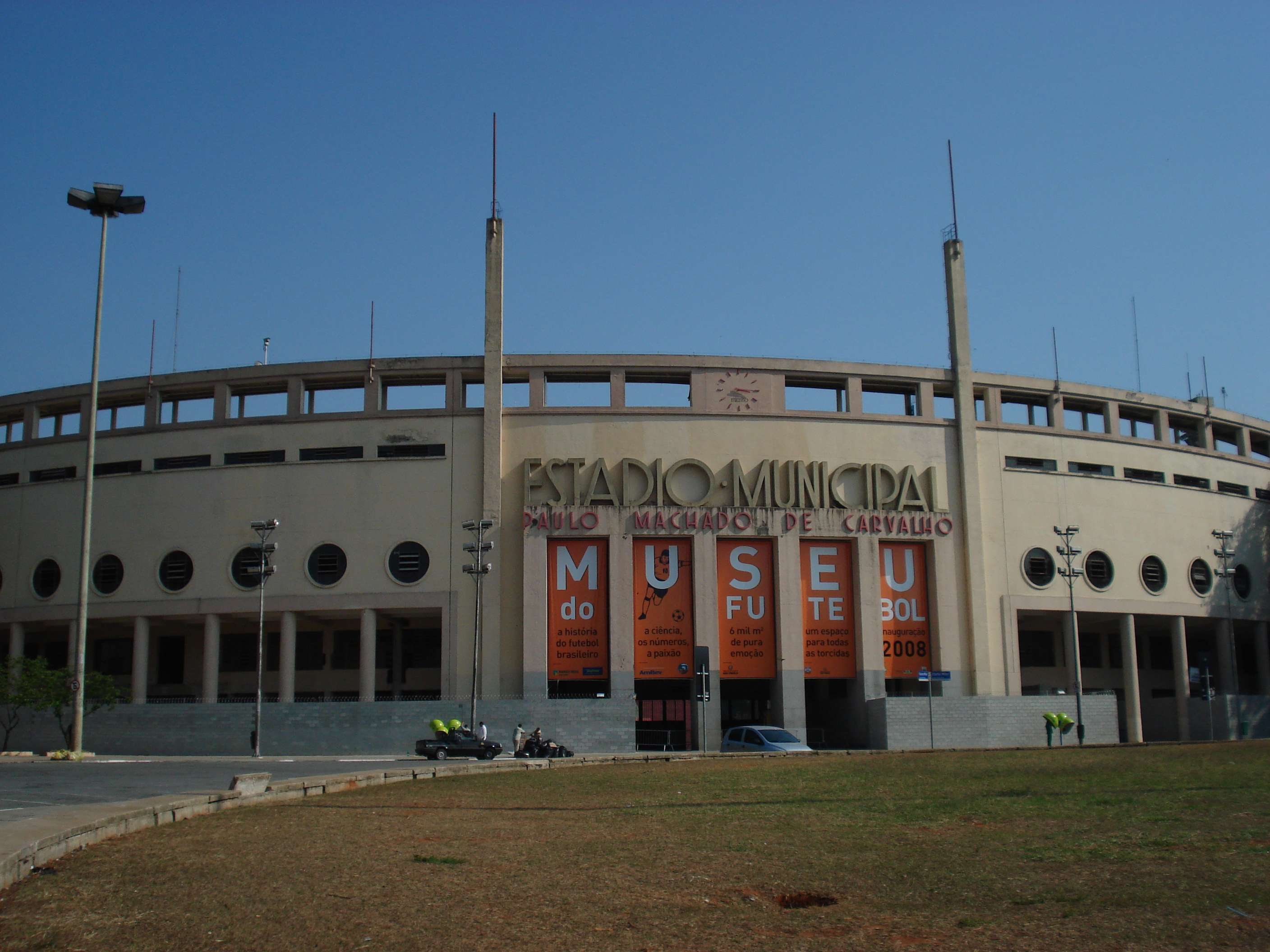